# コワイシャシン 〜心霊写真奇譚〜
『コワイシャシン 〜心霊写真奇譚〜』（コワイシャシン しんれいしゃしんきたん）は、2002年7月25日に日本のメディアエンターテイメントから発売されたPlayStation用アクションゲーム。ジャンルは「除霊アクションゲーム」と表記されている。
霊能者である主人公・緋織となって、心霊写真に宿る悪霊を退治する事を目的としている。心霊写真に映し出された悪霊をカーソルで特定し、制限時間内に画面に表示されたキー表示に従いコマンドを入力する事で除霊を行い悪霊を封印する事を特徴としている。

## ゲーム内容
物語は全7章からなる。まずサウンドノベルのように、主人公の一人称からなるテキストが表示され、ストーリーが語られる（選択肢や分岐はない）。
続いて、心霊写真（合成によるもの）が画面に表示される。霊が写っている部分の特定の場所を調べると、霊とのバトルが始まる。迫ってくる霊の動きを読み、正確に方向キーを押し、攻撃を当てる。一定回数攻撃を当てるとその霊の動きを封じることができ、画面に表示された順にそれぞれのボタンを押すことで、ダメージを与えられる。モグラ叩きのように、反射神経が重要となるシステムである。
1枚の写真には3体前後の霊が潜んでおり、全ての霊を倒せばその写真はクリアとなる。1つの章につき、写真は基本的に3枚ずつ登場する。
本作にはおまけメニューが3種類あり、ゲームを1周クリアするごとに1つずつ閲覧できるようになっていく。ただし、1周ごとに戦闘時のコマンドが複雑になっていく（ストーリーは変化しない）。
作中に登場するのは、主人公の 緋織（ひおり、声 - 野田順子）だけである。彼女は代々除霊を生業としてきた一族の出身であり、複数いる「代理人」経由で、霊現象に悩む依頼者から心霊写真を預かり、その写真越しに霊と戦う設定である。

## スタッフ
- エグゼクティブ・プロデューサー：小川史生
- プロデューサー：早川敦子
- ディレクション：平松雅幸
- システムデザイン：早川敦子、金井聡
- キャラクターデザイン&グラフィック：松田浩史
- プログラム：青江和則
- シナリオ：早川敦子
- キャスティングコーディネート：古市利雄
- BGM：別部佑介、益子重徳
- SE：星野英和、別部佑介
- キャラクターボイス：野田順子
- パッケージ&ソフトウェアマニュアル：加藤政樹
- 営業・広報：坂本慎二、花村智之、丸山祐司、坂川涼子
- デバッグ：林下和也、鈴木吉人、石川大蔵、川辺篤史、佐々木裕司
- 撮影協力：武藤信和、津留直行、生田和也、坂川真梨子
- サウンド：スタジオクリシェ
- 音声収録：㈱タバック
- アフレコ協力：青二プロダクション
- スペシャルサンクス：猪子宗幸、岩田暢人、柴崎一輝、角野芳春、田部井経、渡辺貴裕、眞淵理文

## 開発
開発はメディアエンターテイメントが行い、プロデューサーおよびシステム・デザイン、シナリオはPlayStation用ソフト『コロコロポストニン』（2002年）を手掛けた早川敦子、ディレクターはPlayStation用ソフト『グルメアクションゲーム 満福!! 鍋家族』（2002年）を手掛けた平松雅幸、音楽はコナミのゲームボーイ用ソフト『beatmania GB2 ガッチャミックス』（1999年）を手掛けた別部佑介および益子重徳が担当している。

## 広報
発売時に同社は専用のホームページを公開し、緋織役を担当した声優の野田順子のサイン入り色紙や本作の製品版が贈呈されるキャンペーンを行った。